# Colutea cilicica
Colutea cilicica är en ärtväxtart som beskrevs av Pierre Edmond Boissier och Benedict Balansa. Colutea cilicica ingår i släktet blåsärter, och familjen ärtväxter. Inga underarter finns listade i Catalogue of Life.
Blomman är gul.

## Bildgalleri

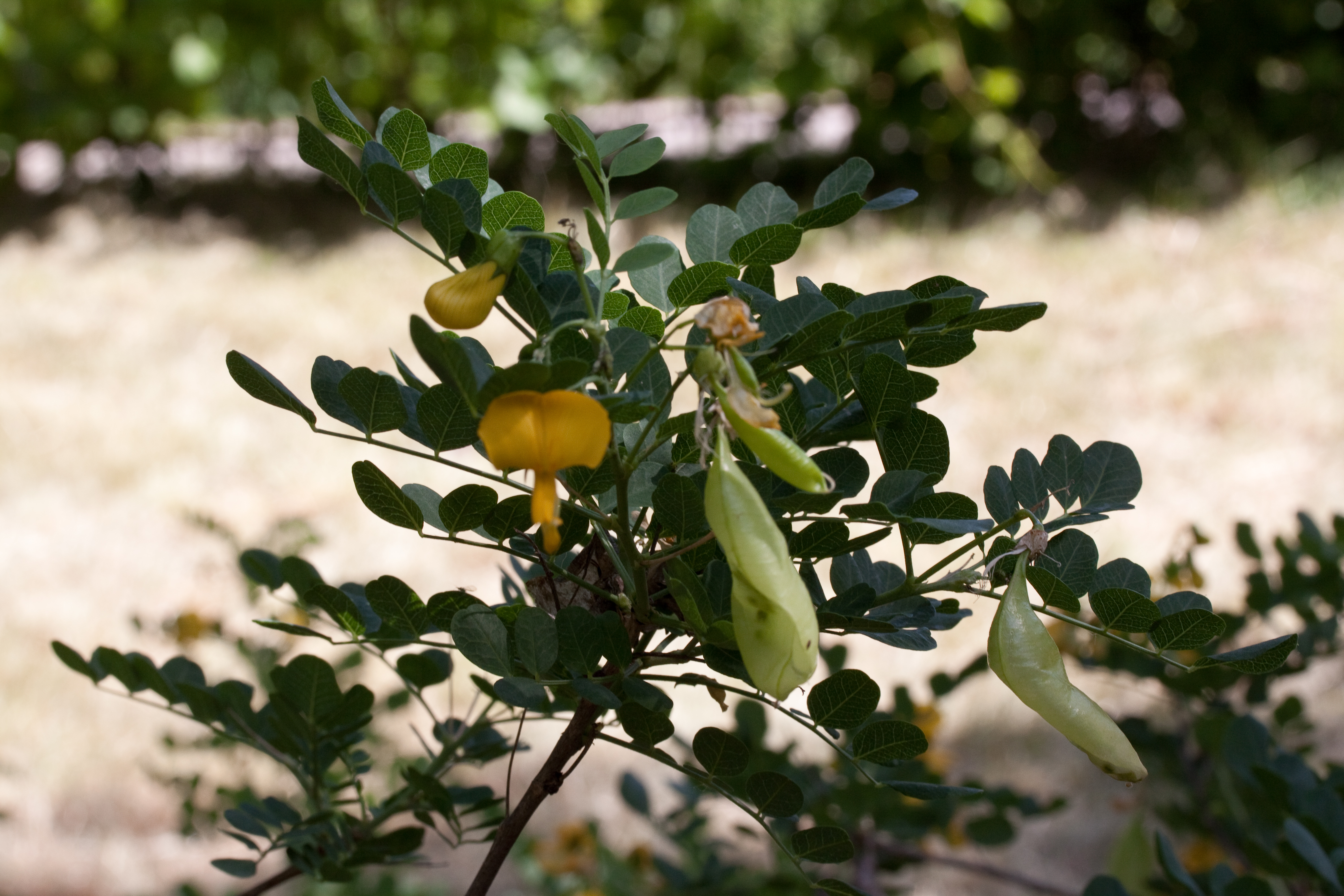
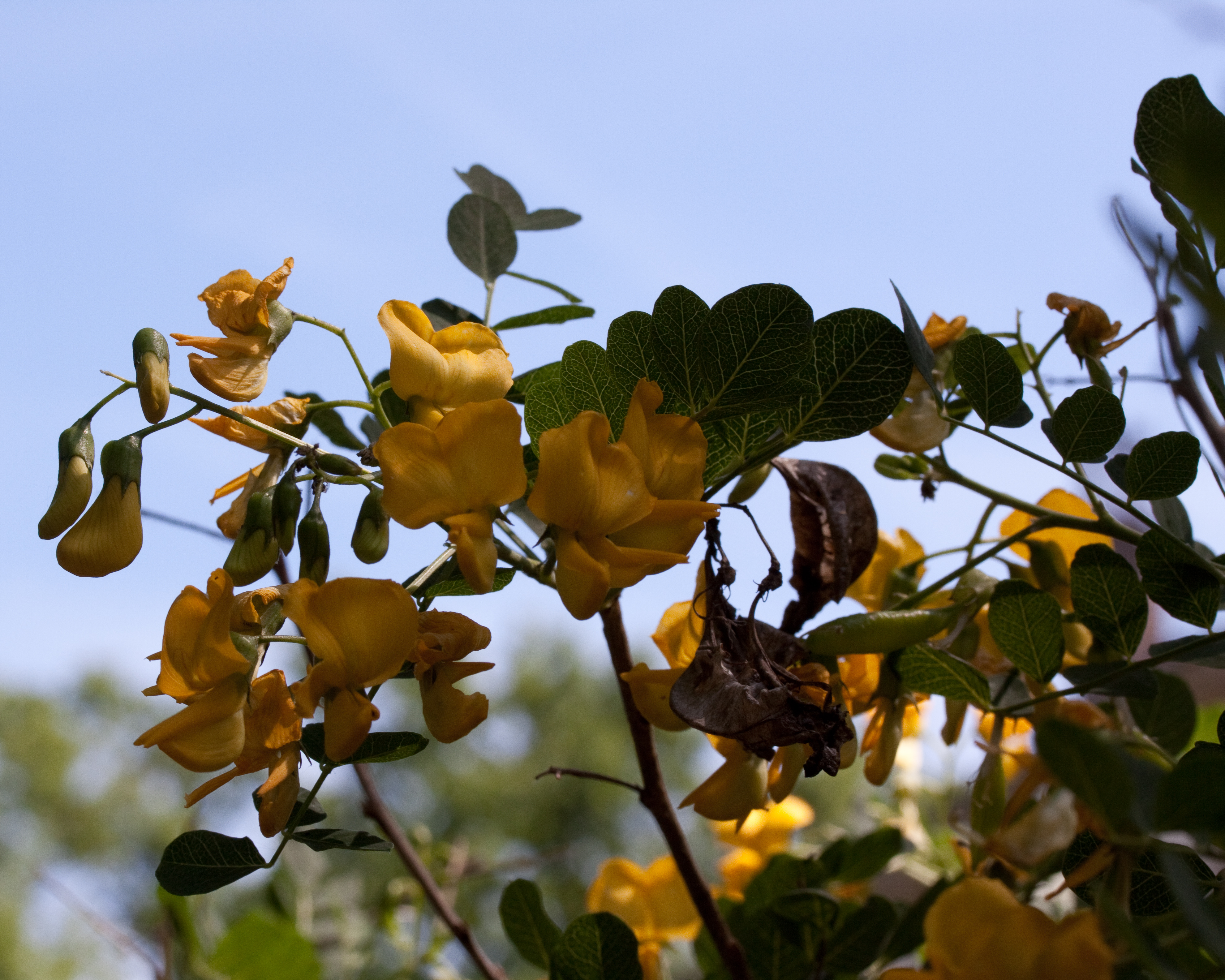
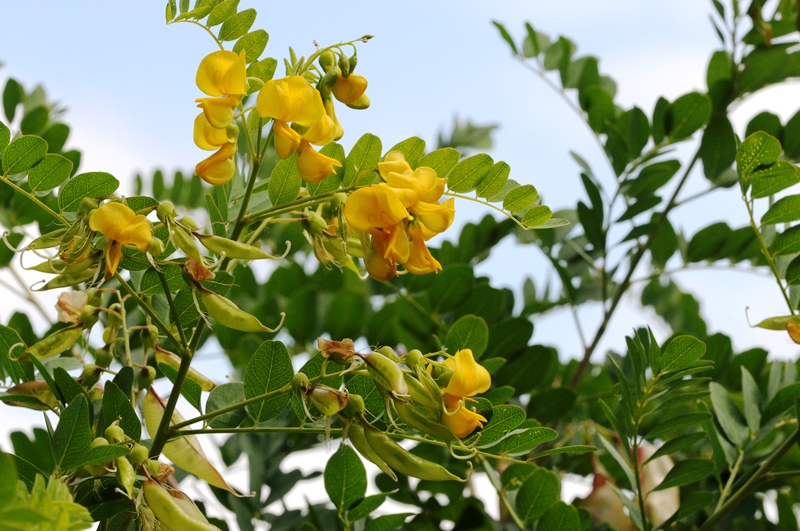
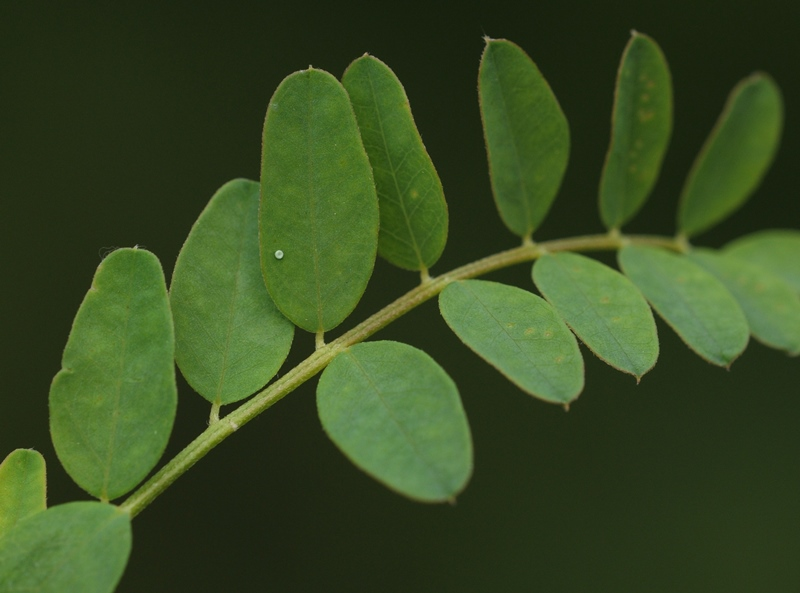